# Wnorów (województwo świętokrzyskie)
Wnorów – wieś w Polsce, położona w województwie świętokrzyskim, w powiecie sandomierskim, w gminie Łoniów.
| SIMC    | Nazwa     | Rodzaj    |
| ------- | --------- | --------- |
| 0798280 | Pod Lasem | część wsi |

W latach 1975–1998 miejscowość administracyjnie należała do województwa tarnobrzeskiego.
Urodził się tu Władysław Żwirek ps. „Wysoki”, „Mały”, „Mirecki” – nauczyciel, podporucznik, komendant pow. Chełm NSZ-u.